# Reprezentacja Austrii na Mistrzostwach Europy w Wioślarstwie 2008
Reprezentacja Austrii na Mistrzostwach Europy w Wioślarstwie 2008 liczyła 12 sportowców. Najlepszymi wynikami było 5. miejsce w dwójce podwójnej wagi lekkiej i czwórce podwójnej kobiet.

## Medale

### Złote medale
Brak

### Srebrne medale
Brak

### Brązowe medale
Brak

## Wyniki

### Konkurencje mężczyzn
- dwójka podwójna wagi lekkiej (LM2x): Michael Stichauner, Florian Berg – 9. miejsce
- czwórka bez sternika wagi lekkiej (LM4-): Alexander Chernikov, Dominik Sigl, Oliver Komaromy, Christian Rabel – 9. miejsce

### Konkurencje kobiet
- dwójka podwójna wagi lekkiej (LW2x): Agnes Sperrer, Michaela Taupe-Traer – 5. miejsce
- czwórka podwójna (W4x): Birgit Pühringer, Christine Schönthaler, Lisa Farthofer, Magdalena Lobnig – 5. miejsce